# Faithful (filme de 1996)
Faithful (Fiel, Mas Nem Tanto, no Brasil; Fielmente Teu, em Portugal) é um filme norte-americano de 1996 estrelado por Cher e produzido por Robert De Niro.